# 한국의 여성
한국의 여성은 대한민국의 여성과 조선민주주의인민공화국의 여성을 총칭하는 말이다.

## 분단 이전
조선시대의 여성들은 대를 이을 아들을 낳는 것이 의무 중에 하나였다. 

## 같이 보기
- 현모양처